# (33742) 1999 NK50
1999 NK50 (asteroide 33742) é um asteroide da cintura principal. Possui uma excentricidade de 0.15003480 e uma inclinação de 4.22425º.
Este asteroide foi descoberto no dia 13 de julho de 1999 por LINEAR em Socorro.